# Franco Reviglio
Franco Reviglio (ur. 3 lutego 1935 w Turynie) – włoski polityk, ekonomista i nauczyciel akademicki, parlamentarzysta i minister.

## Życiorys
Absolwent studiów ekonomicznych. Od 1959 był wolontariuszem na Uniwersytecie Turyńskim. W latach 1964–1966 pracował w Waszyngtonie w Międzynarodowym Funduszu Walutowym, następnie do 1968 jako nauczyciel akademicki na Uniwersytecie w Urbino. W 1968 został profesorem na Uniwersytecie Turyńskim, był zatrudniony na tej uczelni do czasu przejścia na emeryturę w 2010.
Od 1974 był członkiem różnych komitetów rządowych przy ministrze budżetu i finansów. Zaangażował się także w działalność polityczną, w latach 1981–1983 zasiadał w radzie miejskiej Turynu. Od sierpnia 1979 do czerwca 1981 w trzech gabinetach sprawował urząd ministra finansów. W czerwcu 1992 Giuliano Amato powierzył mu stanowisko ministra budżetu i programowania gospodarczego, od lutego do marca 1993 w tym samym rządzie był ponownie ministrem finansów. W latach 1992–1994 z ramienia Włoskiej Partii Socjalistycznej wchodził w skład Senatu XI kadencji.
Był także felietonistą włoskiej prasy. Pełnił m.in. funkcję prezesa przedsiębiorstwa energetycznego Aem Torino (2000–2006) i starszego doradcy w banku Lehman Brothers (2002–2007).